# Stolen (film 2012)
Stolen è un film del 2012 diretto da Simon West.

## Trama
Will Montgomery viene arrestato dall'FBI mentre svaligia una banca. Rilasciato dopo 8 anni di galera, nel giorno del martedì grasso, scopre che uno dei suoi vecchi soci, Vincent, ha rapito la sua unica figlia Alison e l'ha sequestrata richiudendola all'interno del bagagliaio del suo taxi, assicurandogli che le restituirà la libertà in cambio della somma di 10 milioni di dollari, ovvero la stessa cifra che avevano rubato assieme. Montgomery, non possedendo più tale somma, decide di compiere l'ultimo colpo, andando a rapinare un'altra banca grazie all'aiuto di una vecchia complice, Riley Simms.

## Produzione
Il budget del film si aggira intorno ai 35 milioni di dollari.
Le riprese del film iniziano nel mese di marzo e si concludono il 3 giugno 2011.
La pellicola viene interamente girata a New Orleans (USA).

### Cast
Gli attori iniziali scelti per il ruolo di protagonista furono Clive Owen e Jason Statham, entrambi presero parte al progetto prima di uscirne per le riprese di altri film.

## Promozione
Il primo trailer del film è stato diffuso online il 18 agosto 2012.

## Distribuzione
Il film è uscito nelle sale statunitensi a partire dal 14 settembre 2012.

### Divieti
Il film è stato vietato negli Stati Uniti ai minori di 18 anni per il «linguaggio e la violenza presenti nel film».